# 明建六朝遗胜牌坊
明建六朝遗胜牌坊，是中国浙江省嘉兴市桐乡市乌镇镇最古老的一座石牌坊，建于明万历年间，位于市河西岸现剧院前，现移至西栅景区。已列为桐乡市文物保护单位。
六朝遗胜牌坊位于昭明书院正门入口，用花岗岩砌筑，高5米，宽3.8米，横额“六朝遗胜”和“梁昭明太子同沈尚书读书处”。

## 保护
1981年6月9日，明建六朝遗胜牌坊公布为桐乡市文物保护单位。